# Големи хрчак
Големи хрчак ( Gyromitra parma) јестива гљива је која је распрострањена широм Балкана.

## Облик
Цјела гљива дјели се на један горњи дио, виши и шири, у облику главе, односно неправилно избочене груде.